# Acantheis laetus
Acantheis laetus är en spindelart som först beskrevs av Tord Tamerlan Teodor Thorell 1890.  Acantheis laetus ingår i släktet Acantheis och familjen Ctenidae. Inga underarter finns listade i Catalogue of Life.